# アライバル (企業)
有限会社アライバル（Arrival）は、石橋貴明が代表取締役社長を務める日本の芸能事務所である。
事務所を東京都渋谷区恵比寿に置く（2008年2月頃までは世田谷区上馬に置いていた）。

## 概要
- オフィスAtoZから独立したとんねるずの芸能事務所として、イザワオフィスと提携する形で設立された（現在は提携を解消）。
- とんねるず、石橋貴明・木梨憲武それぞれの名義で出演しているコンテンツ等の制作協力や関与、とんねるず2人のマネジメントを目的とした会社であったが、とんねるずが出演したオークションバラエティ番組『とんねるずのハンマープライス』（フジテレビ）のオークショニアをしていた杉本清（関西テレビ元アナウンサー）も所属している。
- 「arrival」の動詞形である「arrive」は、一般的に「到着する」という意味だが「成功する」という意味もある。
- 2008年12月、当時の石橋の妻・鈴木保奈美（2021年に離婚）が、夫妻の子供が皆小学生になったことから所属タレントとして加入し、芸能活動を再開した。
- 2018年6月、木梨が取締役副社長を辞任。辞任後もしばらく所属を続けたのち、タレントとしての籍をコッカ（現：キナシコッカ）に移した[1][2]。
- 所属者の名刺の裏には、全社員の氏名と役職が書かれているものもある。1997年に杉本清が所属した当時は「社長：石橋貴明 副社長：木梨憲武 平社員：杉本清」と記載されていた[3]。木梨退社直前の2020年時点の記載内容は「社長：石橋貴明 副社長：木梨憲武 平社員：杉本清 平社員：鈴木保奈美」となっている[3]。同時の所属者が最大の7人となっていた2001年当時の名刺の裏の記載内容は「社長：石橋貴明 副社長：木梨憲武 平社員：杉本清 平社員：小林紗貴 平社員：島田麻依子 平社員：宮下麻衣子 平社員：新美若奈」と記載していたものもあった[要出典]。

## 所属タレント
- 石橋貴明（とんねるず）（1994年7月 - ）
- 杉本清（1997年2月 - ）
- 鈴木保奈美（2008年12月 - ）

### 過去の所属タレント
- 木梨憲武（とんねるず）
- 女猿
  - 小林紗貴
  - 島田麻依子
  - 宮下麻衣子
  - 新美若奈

### その他所属者
- 関口正晴（とんねるずのマネージャーとして在籍）